# Distretto di Erenler
Il distretto di Erenler (in turco Erenler ilçesi) è uno dei distretti della provincia di Sakarya, in Turchia. Fa parte del comune metropolitano di Sakarya.